# Guldheden

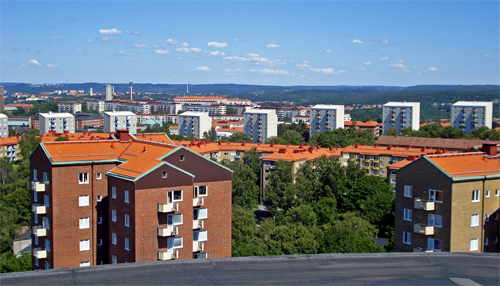
Vy över Södra Guldheden från Guldhedens vattentorn i juni 2009. De fem grå punkthusen till höger är Doktor Liborius gata och de tre till vänster är Syster Ainas gata. De närmaste två husen tillhör Syster Estrids gata.

Guldheden är en stadsdel och ett primärområde i stadsområde Centrum i Göteborgs kommun. Primärområdet består av Södra och Norra Guldheden samt Landala Egnahem. Här fanns (2013) 6 249 bostäder, varav 107 småhus och 6 142 lägenheter i flerbostadshus. Av lägenheterna i flerbostadshus var 3 945 hyresrätter och 2 205 bostadsrätter. Planering och utformning av bostadsområden i Göteborg under 1950-talet kom att präglas av de tankar som utvecklades på Norra och Södra Guldheden. Stadsdelen har en areal på 124 hektar.

## Namn och geografi
Guldheden gränsar i söder till Mölndal, i väster till Änggårdsbergen, Sahlgrenska sjukhuset och Annedal, i norr till Vasastan och Landala, och i öster till Johanneberg och Chalmers tekniska högskola. Namnet påträffas redan 1782 i formen av naturnamnet Gullheden, men förledens innebörd är oklar.
Den vanligaste prepositionen för stadsdelen bland stadsdelens invånare är att säga "på" Guldheden, men det förekommer också att "i" används. Lars-Gunnar Andersson, professor emeritus i modern svenska, använder "på".
Högsta punkten på Guldheden (Guldhedsbergen) är berget ovanför Doktor Forselius backe, med höjden 102 m ö.h. Bergåsarna i samma område, norr och väster därom heter Hallerås, Spärås och Ståckås.

## Historia

### Grönlandsvalen i Norra Guldheden
Det var den 26 februari 1946 som verkmästaren och byggarbetsledaren Folke Kärrbrink, vid en grundgrävning, i botten på en 9 meter djup brunn i leran, fann ett hårt föremål som man först trodde var en trästock. Fyndet visade sig vara resterna av en grönlandsval, Balaena mysticetus, cirka 11 000 år gammal. Fyndplatsen utgjorde då ett sund mellan ett par klippholmar.
När inlandsisen efter senaste nedisningen av Skandinavien för cirka 15 000 år sedan smälte bort från Göteborgstrakten, låg denna ungefär 96-98 meter lägre än nu i förhållande till havsytan. Nu ligger platsen 53 m ö.h. De tillvaratagna benen skänktes till Göteborgs museum av Firma Charles Jacobssons Byggnads AB och ställdes senare ut på museet.

### 1900-talets utveckling

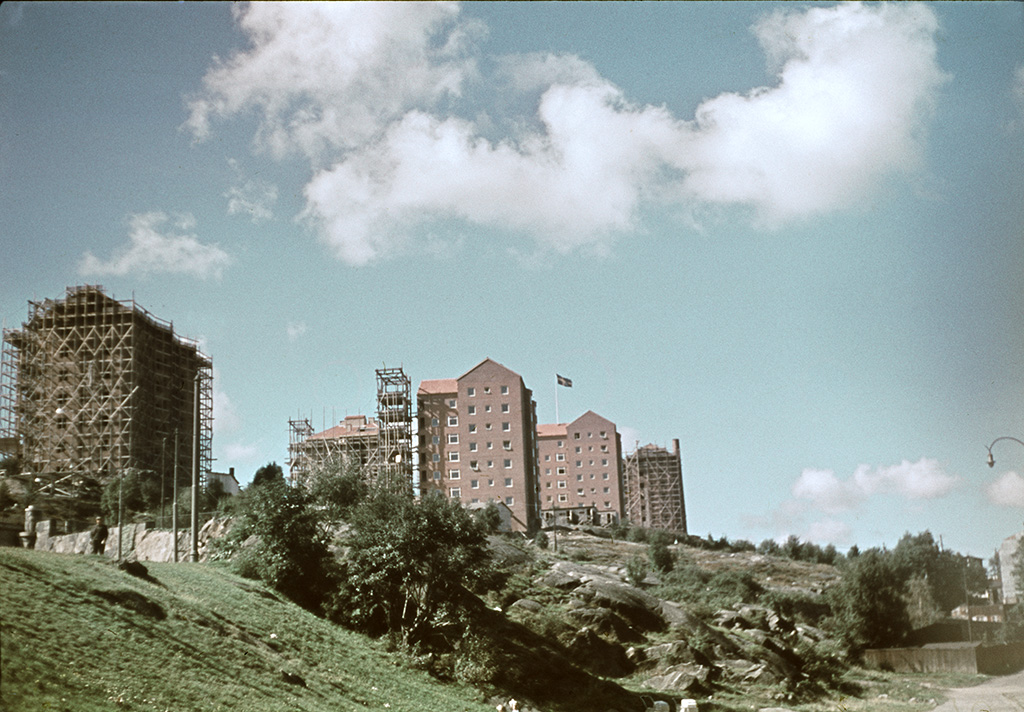
Norra Guldheden under uppbyggnad, 1945.

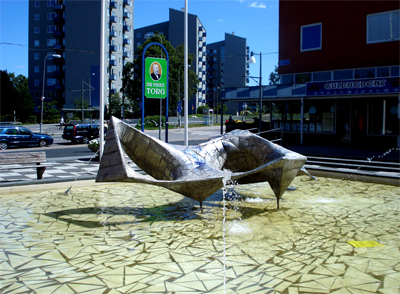
Södra Guldheden. Skulpturen Fina fisken på Doktor Fries Torg juni 2009

Området införlivades i etapper med Göteborgs stad, och tillhörde tidigare i huvudsak egendomen Stora Änggården, under Örgryte:
- Norra Guldheden, (med stadsdelsnummer 54:A), inkorporerades 1918. Området omfattade cirka 12 hektar och antalet lägenheter i etappen 1944-1947 var 1 063. Lägenheternas sammanlagda våningsyta var 85 000 kvadratmeter, motsvarande 66 800 kvadratmeter nettolägenhetsyta. Investeringarna - inklusive butiker, restaurang, tvätt samt värmecentraler - under samma period uppgick till 34,5 miljoner.
- Södra Guldheden, (med stadsdelsnummer 54:B), inkorporerades 1922. Antalet lägenheter i etappen 1949-1953 var cirka 2 700 och byggdes för cirka 8 000 invånare i nio olika bostadsgrupperingar. Verkliga antalet boende blev 8 900. Den sammanlagda våningsytan var i första etappen cirka 200 000 kvadratmeter och nettolägenhetsytan cirka 155 000 kvadratmeter. Stadsplanen utformades av Tage William-Olsson samt VBB under ledning av arkitekterna Sune Lindström och Bengt Östnäs. På byråns Göteborgskontor ingick också arkitekterna Lars Lundwall, Tore Klarén och Arne Philip samt Sven Brolid, Jan Wallinder med flera. Efter en stadsplanetävling 1946 började området bebyggas 1949.[10]

- Kring Doktor Fries torg och vid Syster Estrids gata, Doktor Westrings gata och Syster Emmas gata byggde Göteborgs stads bostadsaktiebolag 1 363 lägenheter under åren 1949-1961 till en produktionskostnad av cirka 52 miljoner.[11]

- Sydöstra Guldheden, inkorporerades 1922. Området omfattade i huvudsak bebyggelsen sydost om Dr Allards gata, med cirka 12 hektar. Bebyggelsen här påbörjades 1958 och avslutades 1960. Området planerades för cirka 900 lägenheter — cirka 2 700 invånare — och med en sammanlagd våningsyta av cirka 75 000 kvadratmeter — motsvarande en nettolägenhetsyta av cirka 58 000 kvadratmeter. Bland lägenheterna ingår ett större antal enkelrum för studenter. Under 1959 påbörjades i västra delen av Guldheden även fyra större bostadshus med totalt 468 lägenheter (Doktor Lindhs gata), som var avsedda för läkare och sjuksköterskor vid det intilliggande Sahlgrenska sjukhuset. Antalet lägenheter i etappen 1958-1964 blev cirka 1 500.[12] Doktor Forselius gata stod helt färdigbyggd i april 1961, med sex tiovåningshus och 352 lägenheter. Byggherre var Svenska Riksbyggen. På stadsdelens högsta platå uppfördes två huskroppar i fem till åtta våningar med 561 lägenheter. Byggherre var stiftelsen Göteborgs Bostadsföretag. Hela 37% eller 337 lägenheter av det totala beståndet var fyrarummare.[13]

### Norra Guldheden

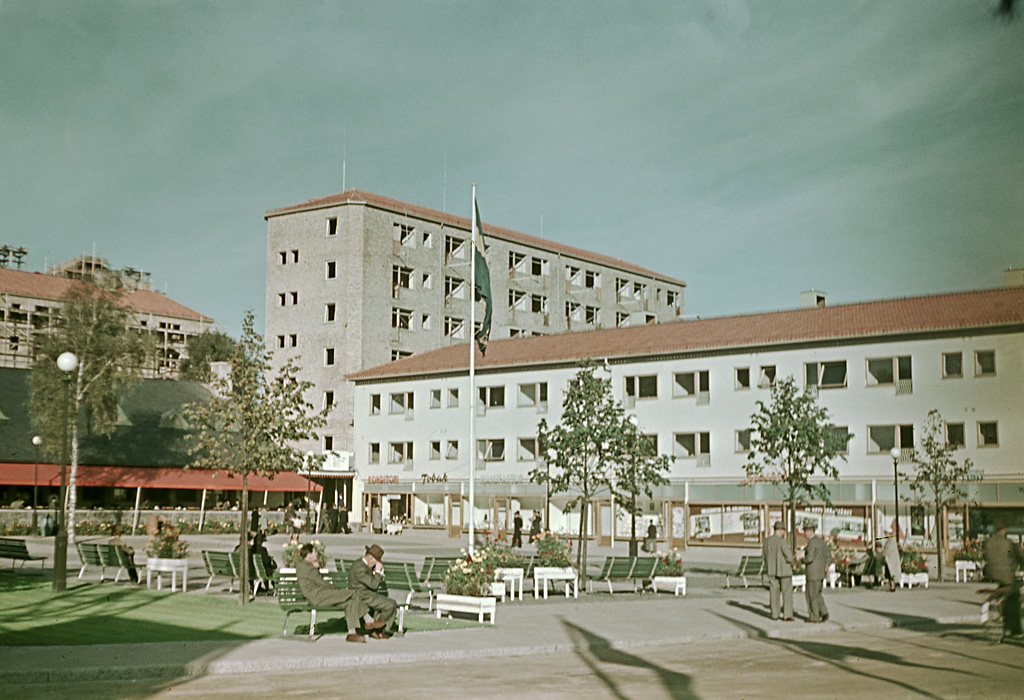
Guldhedstorget 1944.

Norra Guldheden avstyckades från Stora Änggården 1885 och såldes till handlanden Nymansson, som i sin tur styckade av några tomter, där det uppfördes bland annat fem mindre bostadshus av trä. Ett tiotal små bostadshus byggdes också inom Södra Guldhedens sydöstra delen, bland annat på slänten ner mot Mossen. I Albert Lilienbergs utbyggnadsplan från 1920-talet föreslogs hyreshus inom nuvarande Norra Guldheden och villor i den södra delen. År 1939 upprättades också en stadsplan som omfattade ett fyrtiotal punkthus på Norra Guldheden. Dessa planer genomfördes dock aldrig och den enda större nybyggnad som kom till före 1940-talet var vattentornet som uppfördes 1935 (se nedan).
Direkt nordost om Wavrinskys plats, vid Egnahemsvägen, låg fram till 1935 Hansons Pyrotekniska AB, en pyroteknisk verksamhet, startad 1888 av Carl Robert Hanson (1863-1945). Hansons var kunglig hovleverantör, och verksamheten fick 1945 ge namn åt bland annat Raketgatan på Norra Guldheden. Vid en explosion den 11 augusti 1904 dödades två anställda.
Den första etappen av "Nya Guldheden" invigdes den 17 augusti 1945 av kronprins Gustaf Adolf, då utställningen Bo Bättre i norra Guldheden gick av stapeln. Norra Guldheden var då Sveriges första så kallade grannskapsenhet, byggt i syfte att visa på framtidens kollektiva bostadsfunktionalism. Norra Guldheden anses ha ett högt kulturhistoriskt värde, och är därför klassat som att vara av riksintresse enligt Naturresurslagen, med motiveringen: "Norra Guldheden är ett mönsterområde för 40- och 50-talets bostadsbyggande. Det är ett mycket bra exempel på hur idéer om grannskapsplanering omsattes i verkligheten. Bebyggelsen – grupper av punkthus respektive lameller – är i huvudsak oförändrad".
Restaurang Guldheden på Guldhedstorget invigdes den 18 augusti 1945 och hade ritats av arkitekterna Gunnar Wejke och Kjell Ödeen. Söder om Guldhedstorget i Norra Guldheden uppfördes 1962 ett niovåningars punkthus i gult tegel.

### Södra Guldheden

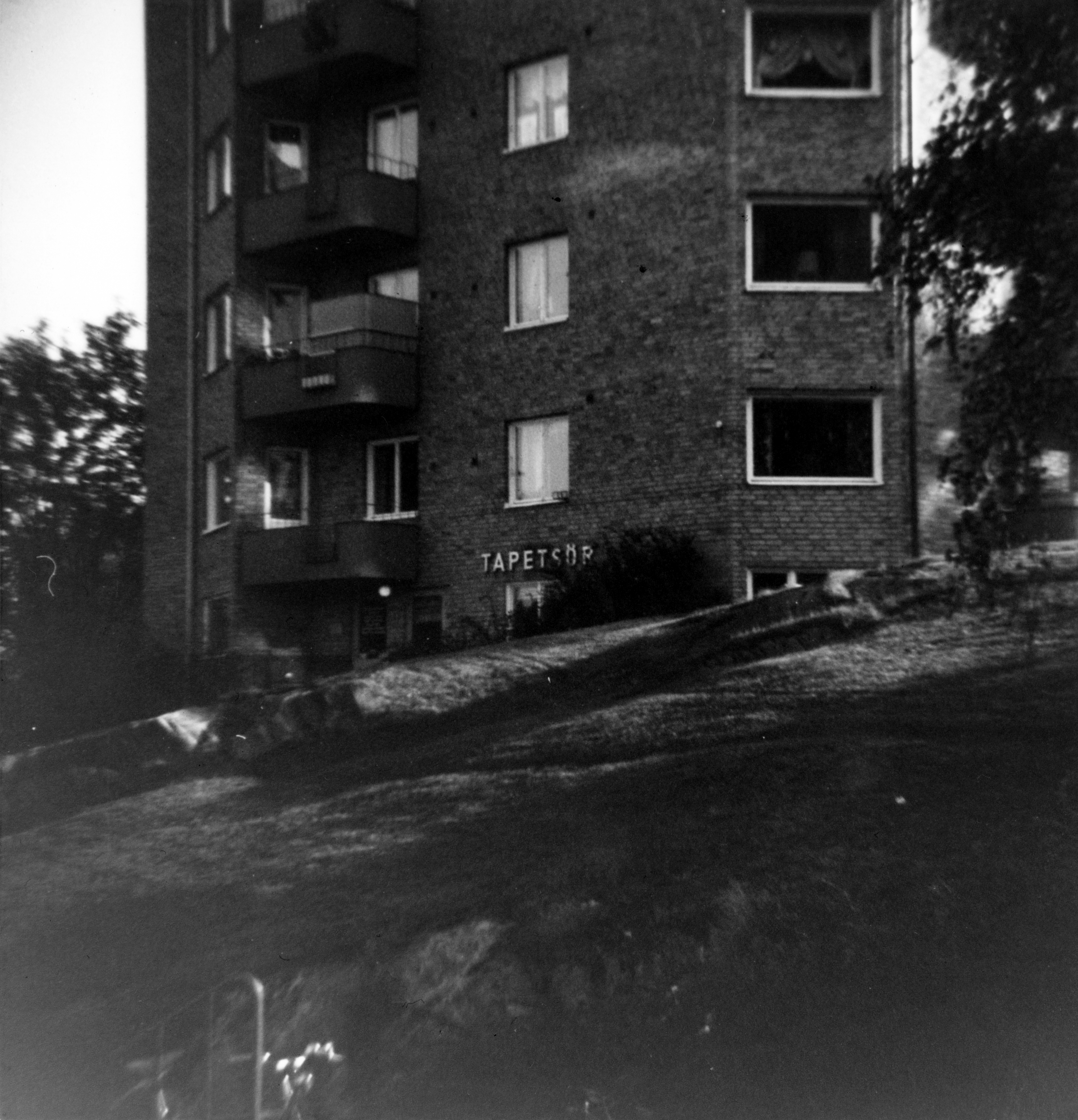
Dr Saléns gata, Guldheden, 1967.

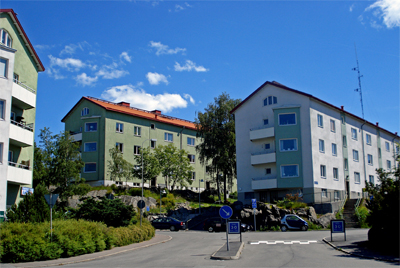
Doktor Sydows Gata juni 2009.

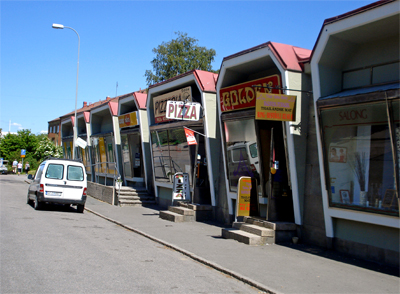
Doktor Bex Gata juni 2009.

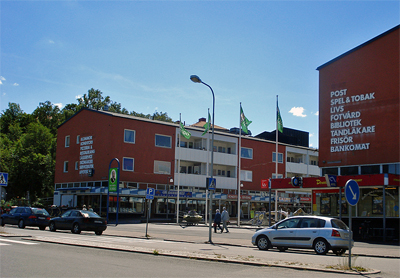
Doktor Fries Torg juni 2009.

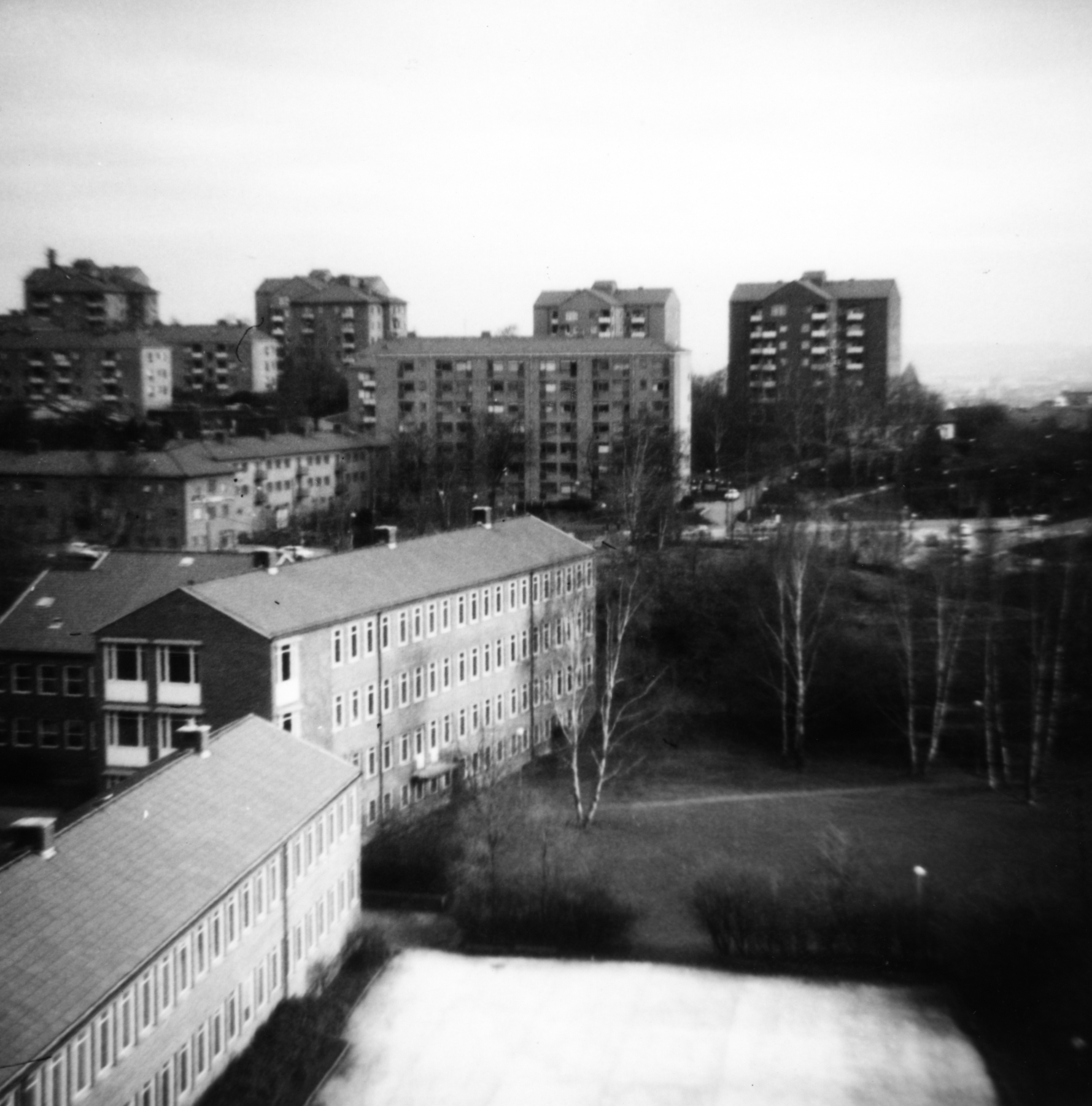
Folkeskoleseminaret för Kvinnliga elever 1972

Södra Guldheden ligger högt placerat på Guldheds- och Änggårdsbergen, där den tunga trafiken i huvudsak leds runt. Detta innebär att det är bra luft och begränsat med buller i stadsdelen. Det finns ett flertal förskolor och grönområden med lekplatser vilket gör Södra Guldheden till en idealisk boplats för barnfamiljer. Det finns också ett bibliotek på Doktor Fries Torg med en generöst tilltagen barnavdelning.
För det cirka 1,5 × 1 kilometer stora området direkt söder om Guldhedsgatan, vid Guldhedens norra vattentorn, utlystes 1945 en stadsplanetävling av Göteborgs stad och Göteborgs Byggmästareförening. Den avgjordes i mitten av 1945 med att första pris gick till Vattenbyggnadsbyråns stadsplaneavdelning, som fick 8 000 kronor för förslaget "Min gröna dal". Andra pris gick till förslaget "Bella vista," även det av Vattenbyggnadsbyrån.
De första gatorna drogs fram under 1948, och i oktober 1949 påbörjades grundsprängningarna för de första tio husen. Nivåskillnaderna för Södra Guldheden är mellan 60 och 110 meter. Den första etappen av Södra Guldheden kallades för "Guldheden III" och bestod av 593 lägenheter, uppdelade på femton husblock kring gatorna Doktor Belfrages gata, Doktor Billqvists gata och Doktor Saléns gata. Husen fick tre, sju och nio våningar, innehållande från enkelrum upp till fem rum och kök. Arbetet kom igång i mitten av november 1949 och inflyttningarna till de första 403 lägenheterna påbörjades i slutet av 1950. Det nystartade HSB Bostads AB var beställare av dessa hyreshus. Längre söderut, kring Syster Estrids gata, uppförde Göteborgs stads Bostadsaktiebolag 836 lägenheter, butiker och hantverkslokaler. Husen omfattade: 6 höghus med 9-10 våningar; 5 lamellhus med 3 våningar och 4 punkthus med 3 våningar samt ateljévåning. Arkitekt för denna del var Åke Wahlberg.
Delar av södra Guldheden blev inflyttningsklara 1950 och därefter. Guldheden, tillsammans med många andra områden, skapades under 1940- och 1950-talen då Göteborgs stad byggde nya bostadsområden. Stadsplan och ritningar för byggnaderna upprättades av arkitekterna Gunnar Wejke och Kjell Ödeen, på arkitektkontoret Wejke & Ödéen 1944-1945. Genom södra Guldhedens närhet till Sahlgrenska sjukhuset har gatorna givits namn efter läkare och sjuksköterskor inom Göteborgs sjukvård. 
Guldheden visar i dag på arkitektur typisk för 1950-talets folkhem med sin grund i 1930-talets funktionalism. Stadsdelen har likheter med Vällingby i Stockholm som ofta lyfts fram i 1950-talets svenska arkitektur. De nio punkthusen vid Doktor Liborius gata och Syster Ainas gata har fått arkitektoniskt erkännande, genom sina två huskroppar, något förskjutna från varandra och förbundna med ett inglasat trapphus. Arkitekter var Sven Brolid och Jan Wallinder. Det var en byggherre för varje hus, alltså nio stycken; Byggmästare Gösta Andersson, Bostads- och Industribyggnader, Byggmästare Johannes Eriksson, AB Svensk Byggnadsteknik, Byggnads AB Holger Blomstrand, C. A. Gillberg & Söner, Yngve Kullenberg  Byggnads AB, Byggmästare John Helgesson samt Byggmästare Arvid Malm.
Längst upp på Doktor Bex gata på Södra Guldheden ligger en rad ovanliga butiksbyggnader från 1951. De ritades av arkitekt Henning Orlando och Konsum blev där första hyresgäst. Strax, snett bakom finns Guldhedens studiehem som kom till på initiativ av Kristliga lärarföreningen i Göteborg och stod klart 1955.
Ända fram till slutet av 1950-talet fanns det i Södra Guldheden klungor av gamla jaktstugor som inte rivits. Från nuvarande Wavrinskys plats och längs Doktor Allards gata söderut låg Göteborgs skyttegilles skjutbana, vilken hade flyttats hit från kolonistugeområdet som revs för att Chalmers skulle kunna byggas (innan dess i Lorensbergsparken 1850-1904). Edvard Wavrinsky, som namngivit Wavrinskys plats, var i slutet av 1800-talet gillets ordförande och man sköt härifrån och söderut mot en dunge ungefär vid nuvarande Guldhedsskolan. Den 8 oktober 1916 stod den nya skjutbanan i Högsbo klar, då området istället blev till grönsaks- och potatisland. På detta område uppfördes Guldhedsskolan för enhetsskolans låg- och mellanstadie, vilken stod klar på våren 1962 till en kostnad av 4,3 miljoner kronor. Stockholmsarkitekten Sture Frölén svarade för ritningarna och byggmästare var Johan Nyströms Byggnads AB. Beslut om skolan togs i maj 1957, och skolan för cirka 700 elever bestod ursprungligen av fyra byggnader: en småskola med 6 klassrum, en mellanskola med 17 klassrum och specialsalar, en bespisningsavdelning samt en byggnad med två gymnastiksalar (som även fick utnyttjas av det intilliggande Kvinnliga folkskoleseminariet) och en vaktmästarbostad. Arbetena med skolan påbörjades i april 1960.
Valands Rit- och Målarskola flyttade till nya lokaler vid Doktor Saléns gata den 17 november 1950. Terrängförhållandena vid Doktor Saléns gata, där HSB skulle bygga, utgjorde en nivåskillnad på 7,5 meter mellan husets båda fasader. Det bästa utnyttjandet av terrängen befanns vara att bygga ateljélokaler, som erbjöds konstskolan. Skolan fick därmed 686 kvadratmeter ändamålsenliga lokaler. Från den 1 februari 1951 utökades skolan med en avdelning för skulptur.
Vid Syster Estrids gata 2-4 uppfördes 1956-57 två fastigheter av Göteborgs Bostads AB, som kombinerade centralgarage och konstnärsvåningar. I centralgaraget fanns plats för 131 bilar samt spolhallar. Över garagen byggdes ett trettiotal konstnärsvåningar i två etager på vardera 55 kvadratmeter. Underst fanns ateljéer och däröver en bostadsdel. Från baksidan av ateljéerna fanns en utgång till egna trädgårdar. Inflyttning i bostäderna skedde på sommaren 1957, och garagen blev klara i mars samma år.
Inflyttningen till de två svängda huskropparna vid Doktor Forselius backe på södra Guldheden, påbörjades under hösten 1959. Det var Bostadsbolaget som uppförde 531 lägenheter, av vilka cirka 200 var studentlägenheter.

## Styre och tillhörighet
Primärområdet tillhörde fram till årsskiftet 2020/2021 stadsdelsnämndsområdet Centrum och ingår sedan den 1 januari 2021 i stadsområde Centrum.

## Ekonomi och kommunikationer

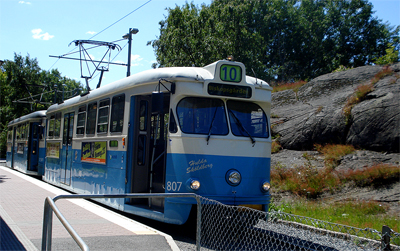
Spårvagn vid Doktor Sydows Gata - ändhållplats för linje 10.

År 1933 började arbetet igång med att förbinda Guldhedsgatan med Landala, som då breddades till Sahlgrenska genom Änggårdskolonin. Vändslingan för spårvägen, i slutet av Aschebergsgatan, låg då på nuvarande Chalmers entréområde. För att sluttningen skulle bli jämn, sprängde man sig igenom berget och lade därefter Egnahemsvägen på en viadukt, vilket blev klart 1937. Den 3 februari samma år blev även spårvägen klar fram till Wavrinskys plats med ny vändslinga. Linje 7 invigdes den 12 januari 1945, vidare ner till Sahlgrenska. Pressbyråkiosken vid den tidigare ändhållplatsen, revs i slutet av 1950-talet.
Guldheden har väl utbyggd kollektivtrafik. Spårvagnar når Guldheden vid Wavrinskys plats där spårvagnslinje 10 går mot södra Guldheden och fortsätter via Doktor Fries Torg mot sin ändhållplats vid Dr. Sydows gata. Den 13 juni 1953 öppnades den 2 286 meter långa, nya spårvägssträckningen till Södra Guldheden. Södra Guldheden nås även via bussar mellan Hisingen (Skogome/Gerrebacka) och Linnéplatsen, numera med nummer 52.

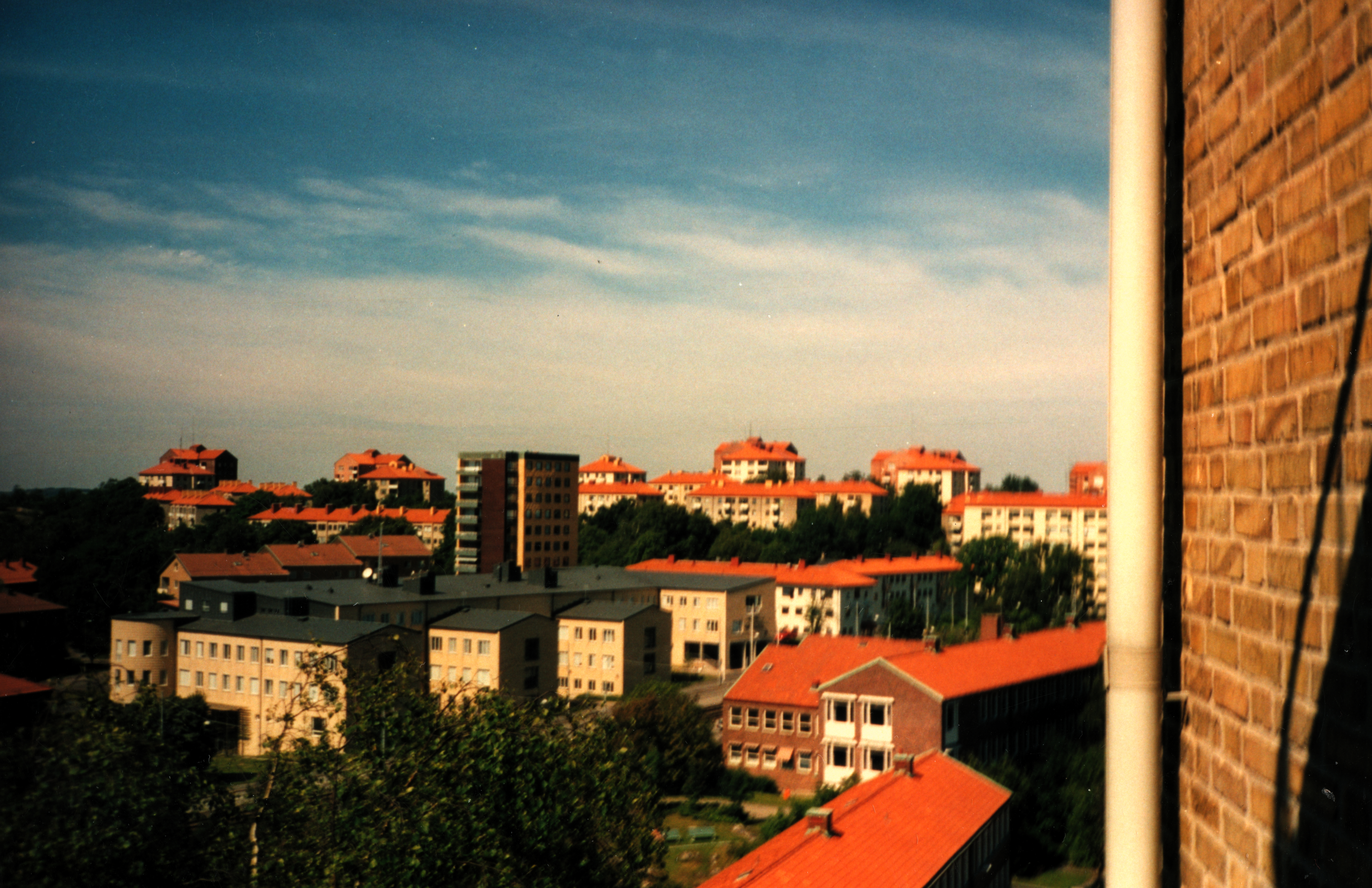
Från södra Guldheden till norra.

Södra Guldheden var den första större stadsdelen i Sverige, där gång- och cykeltrafik på ett konsekvent sätt hölls skild från biltrafiken.

## Demografi

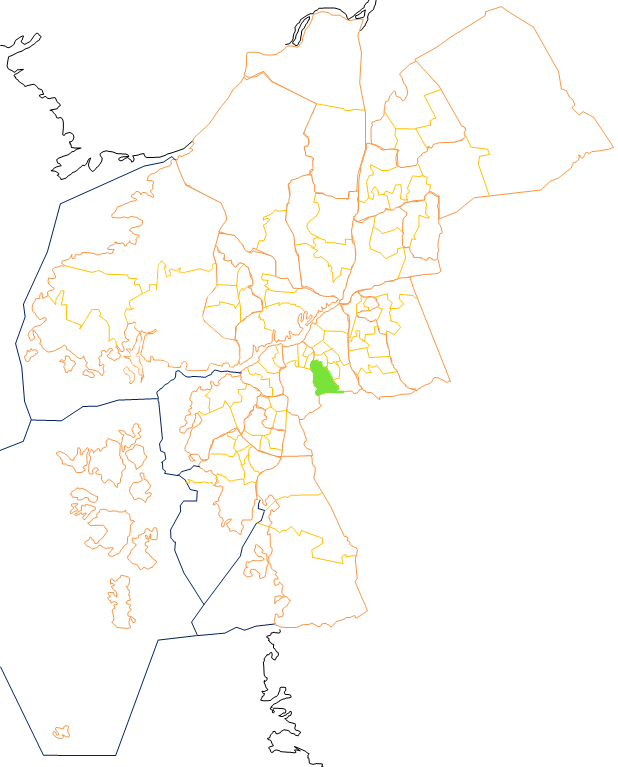
Guldheden

Nyckeltalen redovisar statistik som beskriver Göteborg och dess 96 delområden, primärområden, per den 31 december och kan användas för att jämföra de olika områdena. Nedan redovisas uppgifter för primärområdet och jämförelse görs mot uppgifterna för hela kommunen.
|                                                           | Guldheden  | Hela Göteborg |
| --------------------------------------------------------- | ---------- | ------------- |
| Folkmängd                                                 | 10 687     | 587 549       |
| Befolkningsförändring 2020–2021                           | -40        | +4 493        |
| Andel födda i utlandet                                    | 20,9 %     | 28,3 %        |
| Andel utrikes födda eller med två utrikes födda föräldrar | 26,9 %     | 38,1 %        |
| Medelinkomst                                              | 316 600 kr | 332 400 kr    |
| Arbetslöshet                                              | 4,6 %      | 6,6 %         |
| Antal ersatta dagar från F-kassan per person (16-64 år)   | 20,9       | 19,5          |
| Andel med eftergymnasial utbildning (minst 3 år)          | 57,2 %     | 37,9 %        |
| Andel bostäder byggda 1951–1960                           | 35,1 %     |               |
| Andel bostäder i allmännyttan                             | 51,5 %     | 25,9 %        |
| Antal färdigställda bostäder 2021                         | 0          |               |
| Andel bostäder i småhus                                   | 1,6 %      | 18,3 %        |

## Stadsbild

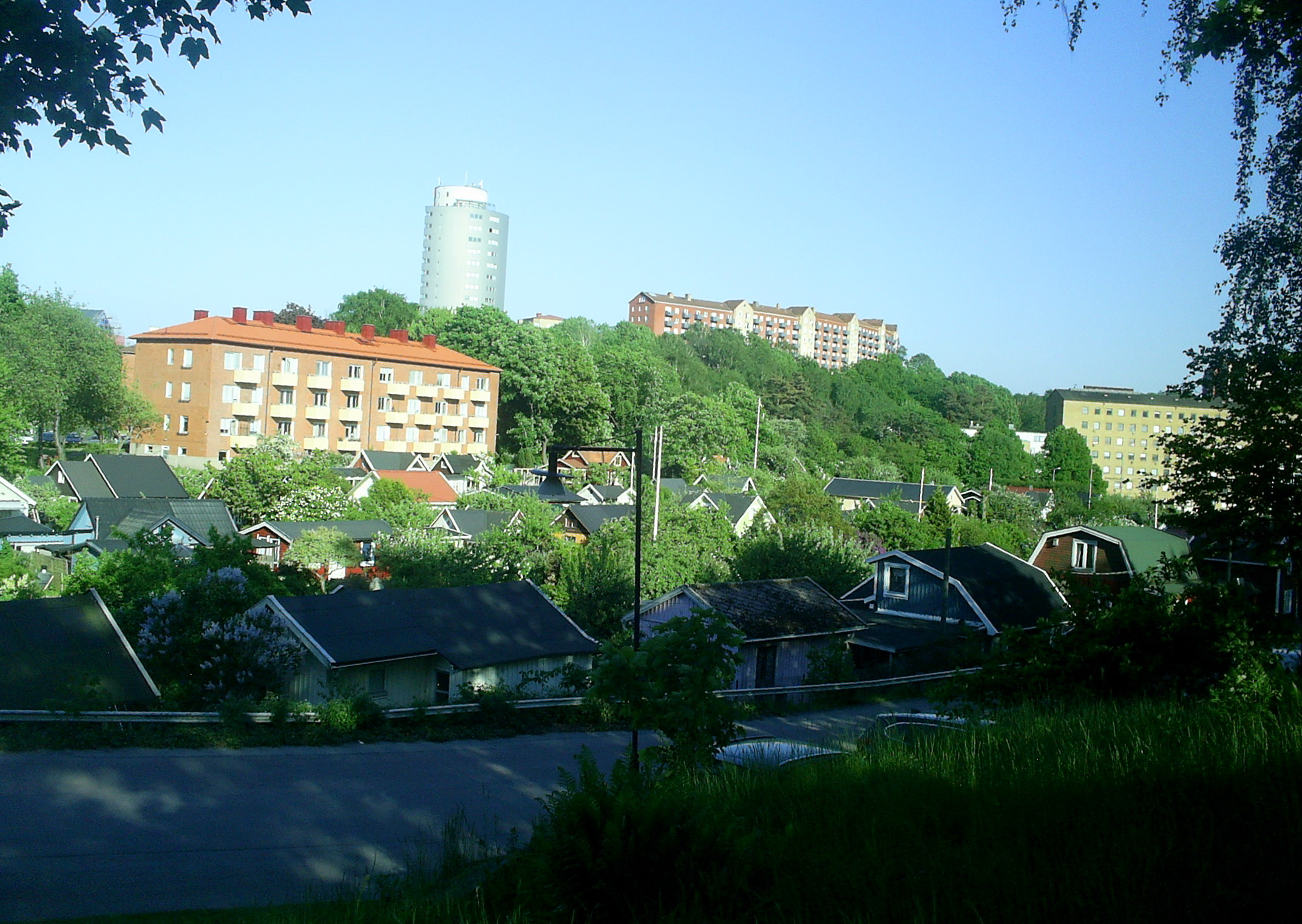
Koloniomtådet i Norra Guldheden, med Norra Guldhedstornet på berget i fonden.

### Vattentornen

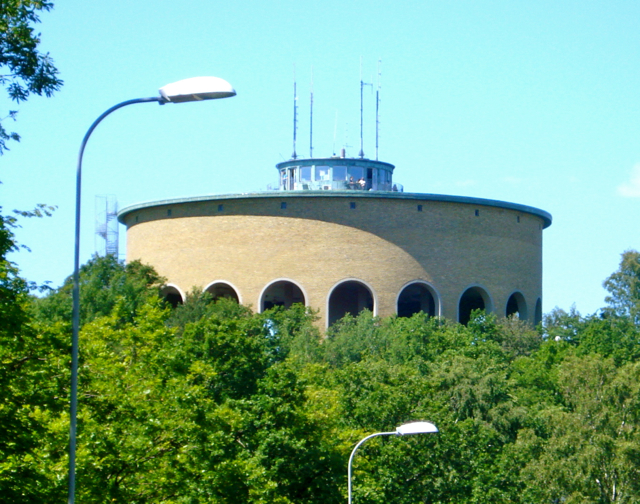
Guldhedens vattentorn.

Inom stadsdelen finns idag ett vattentorn i drift: Guldhedens vattentorn uppfört i gult tegel. Tornet ritades av Nils Einar Eriksson och invigdes 1953. Det var tidigare tillgängligt för allmänheten och hade ett café med fin utsikt. Guldhedstornets café stängdes 2020 och vattentornet är inte längre tillgängligt för allmänheten då det klassas som skyddsobjekt.
Tidigare användes Guldhedens norra vattentorn, som uppfördes 1936 i grå betong på en höjd i backen mellan Sahlgrenska sjukhuset och Wavrinskys Plats. Det är sedan 2008 ombyggt till studentbostäder. 
Under tiden 1914-1955 fanns Vattentornet i Landala Egnahem i Landala Egnahemsbebyggelsen, i kvarteret Strandpiparen mellan Ljunggatan och Dammgatan. Tornet uppfördes 1914 för att betjäna landshövdingehusen i området, gick i gult och sågs som ett provisorium som beräknades stå i tjugo år, men revs först i oktober 1955. Det låg fjorton meter lägre än vattentornet i Johanneberg och stod genom en vattenledning i förbindelse med detta. Vattenbassängen vilade på 18 meter höga betongben och cisternerna på sin ställning låg cirka 100 meter över havet. Bergsknallen där tornet var byggt låg cirka 85 meter över havet.

### Egnahemsbebyggelsen

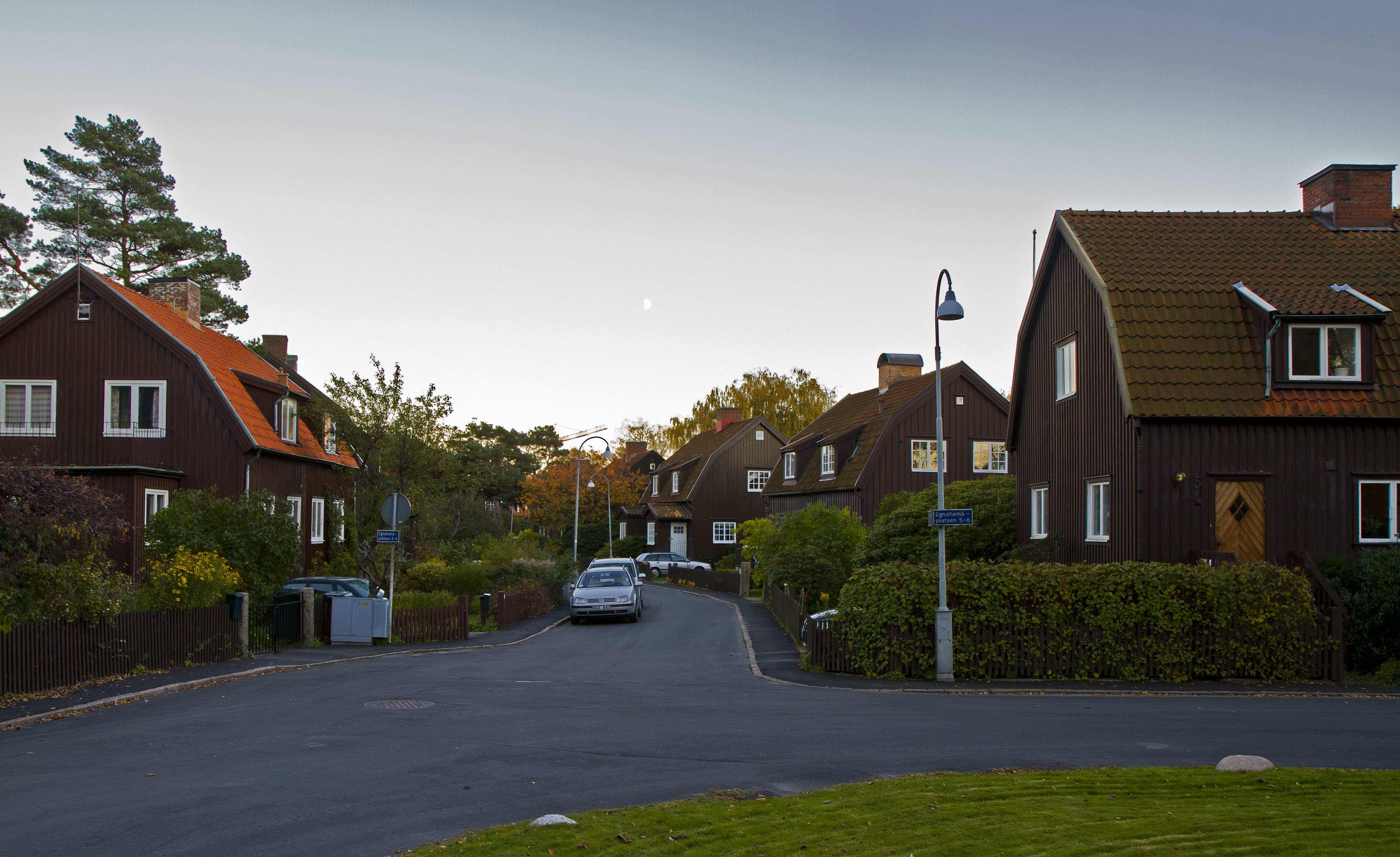
Landala Egnahem, oktober 2010

Landala Egnahem är ett område med villabebyggelse av trä – så kallade egnahem – som tillkom 1913–1922 efter typritningar av Carl Westman. Området är beläget på en hög bergplatå väster om Chalmers tekniska högskola i den östra utkanten av Södra Guldheden. Landala Egnahem är utpekat som riksintresse enligt miljöbalken.

### Bevarandeprogram
Både Norra och Södra Guldheden ingår i Göteborgs bevarandeprogram "Värdefulla miljöer 1985" respektive "Bevaringsprogram 1987". Dessutom är området utpekat som riksintresse för kulturmiljövården enligt de bestämmelser som numera återfinns i 3 kap 6 § miljöbalken.

### Gator och torg
Dessa ligger helt eller delvis inom stadsdelen:

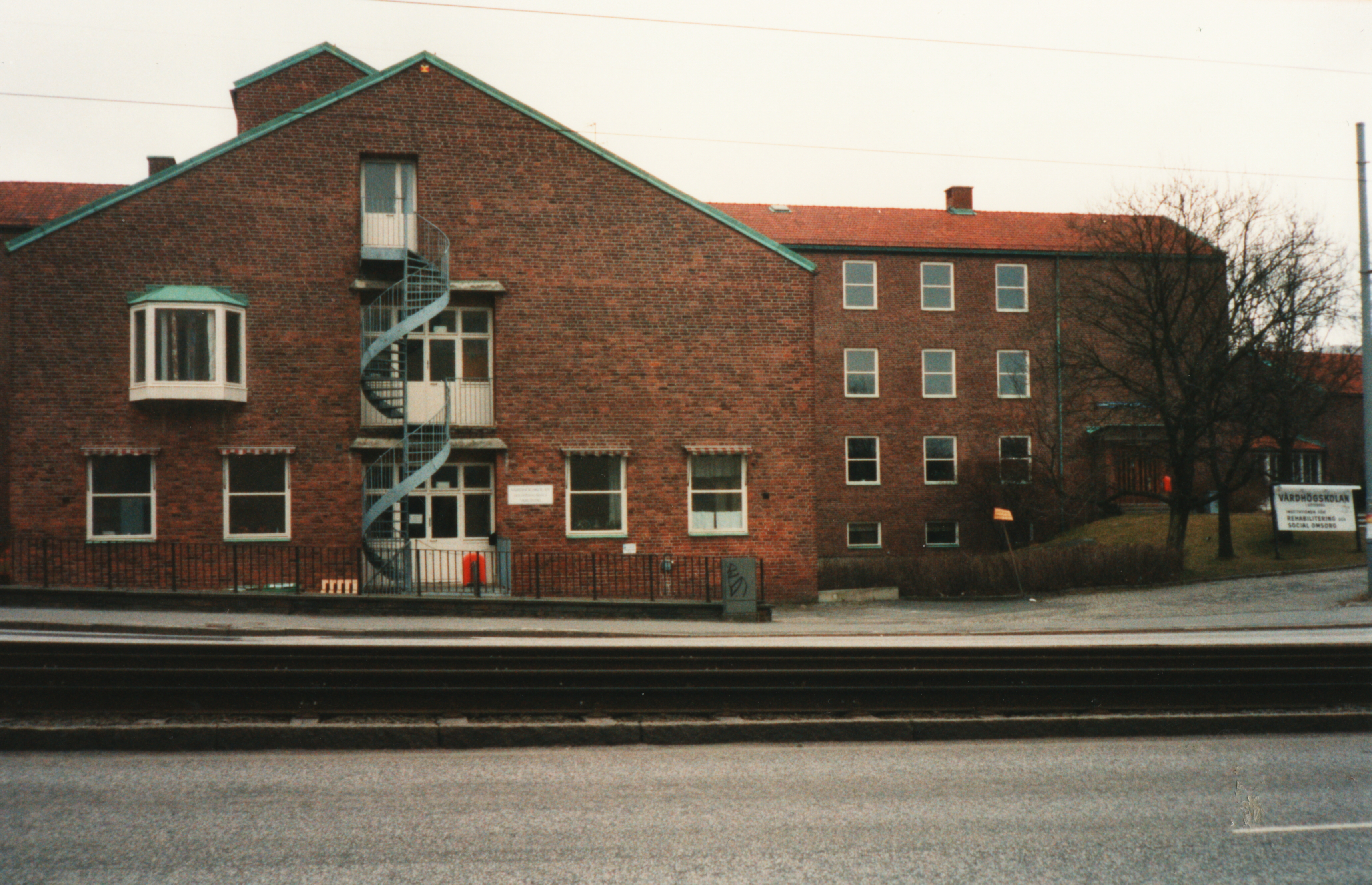
Flickseminariet i Guldheden 1991

#### Norra Guldheden
- Carl Grimbergsgatan (1941), endast nummer 52 (Annedalsgården), på fastigheten Guldheden 754:2. Övriga nummer från 1 till 50 av gatan hör till stadsdelen Annedal.
- Dalheimersgatan, (1945). Gatan har udda nummer från 1 till 9 och jämna nummer från 2 till 6.
- Dammgatan, (1923). Gatan har udda nummer från 1 till 5 och jämna nummer från 2 till 6.
- Daniel Petterssons Gata, (1945). Gatan har udda nummer från 1 till 5 och jämna nummer från 2 till 6.
- Ehrenströmsgatan, (1944). Gatan har udda nummer från 1 till 17.
- Fricksgatan, (1945). Gatan har jämna nummer från 2 till 4.
- Fyrverkaregatan, (1923). Gatan har udda nummer från 1 till 11 och jämna nummer från 2 till 18.
- Gamla Farvägen, (1996).
- Gränsgatan, (1987).
- Guldhedens Kyrkbacke, (1965). Backen har endast det jämna numret 2.

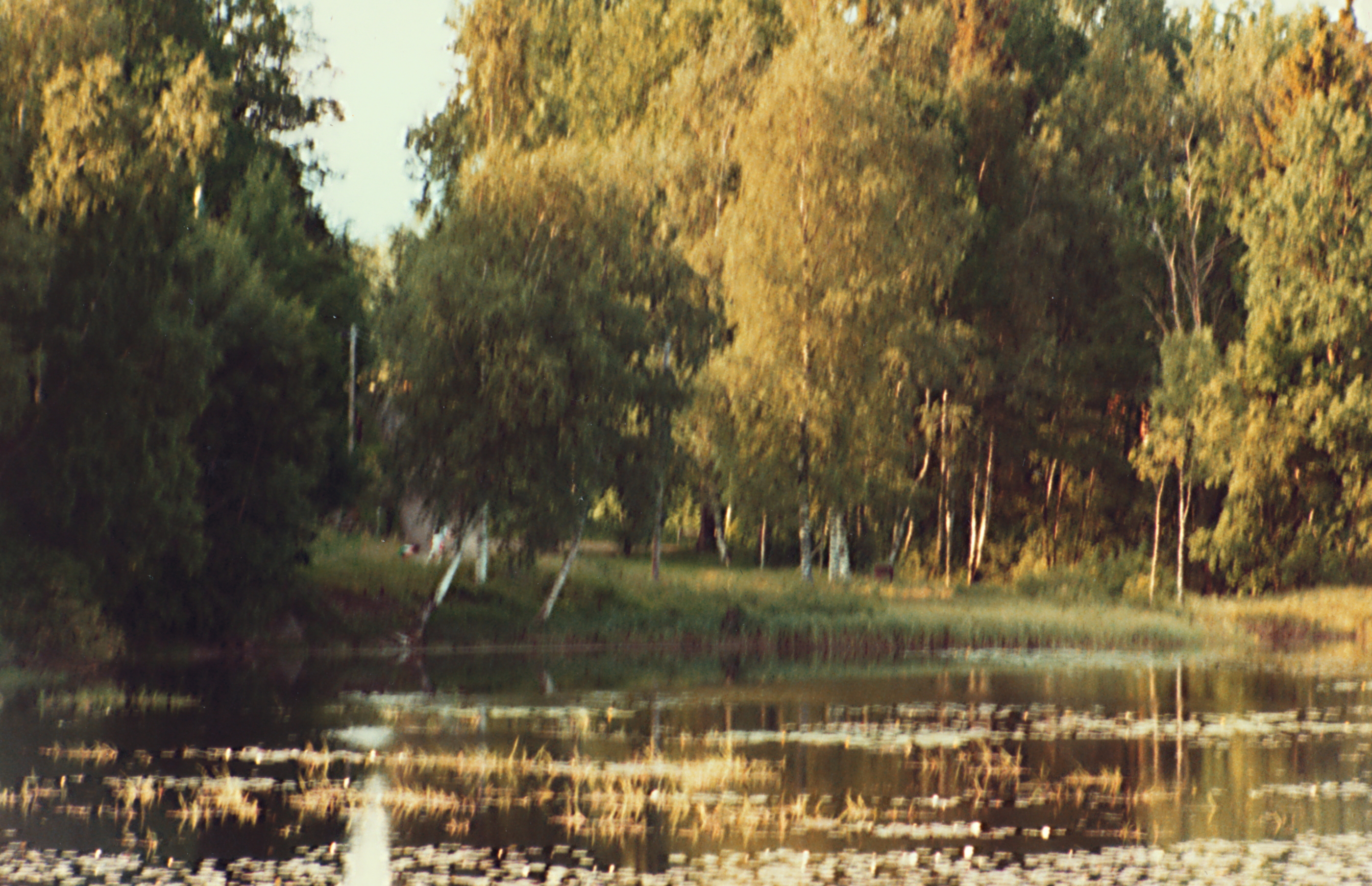
Olssons Trädgård Guldhedstorget 1976

- Olssons Trädgård Guldhedstorget 1976Guldhedsgatan, (1923). Gatan har udda nummer från 1 till 13 och jämna nummer från 2 till 8.
- Guldhedstorget, (1945). Torget har endast udda nummer 1.
- Hagtornsstigen, (1922), har udda nummer från 1 till 7 och jämna nummer från 4 till 6.
- Källsprångsgatan, (1945). Gatan har udda nummer från 1 till 5 och jämna nummer från 2 till 2.
- Ljunggatan, (1914). Gatan har udda nummer från 1 till 15 och jämna nummer från 2 till 22.
- Lövskogsgatan, (1945). Gatan har jämna nummer från 2 till 18 och udda nummer från 3 till 19.
- Malte Jacobssons Gångväg, (1995).
- Murgrönsstigen, (1922), har udda nummer från 3 till 5.
- Oscar Hanssons Trappor, (2000).
- Raketgatan, (1945). Gatan har udda nummer från 1 till 15 och jämna nummer från 2 till 12.
- Reutersgatan, (1945). Gatan har udda nummer från 1 till 5 och jämna nummer från 2 till 10.
- Utsiktsgatan, (1987).
- Wavrinskys Plats, (1954).
- Viggeliden, (1990).
- Vildapelsgatan, (1945). Gatan har udda nummer från 1 till 3.
- Ängemarken, (1945). Gatan har udda nummer från 1 till 11 och jämna nummer från 2 till 8.

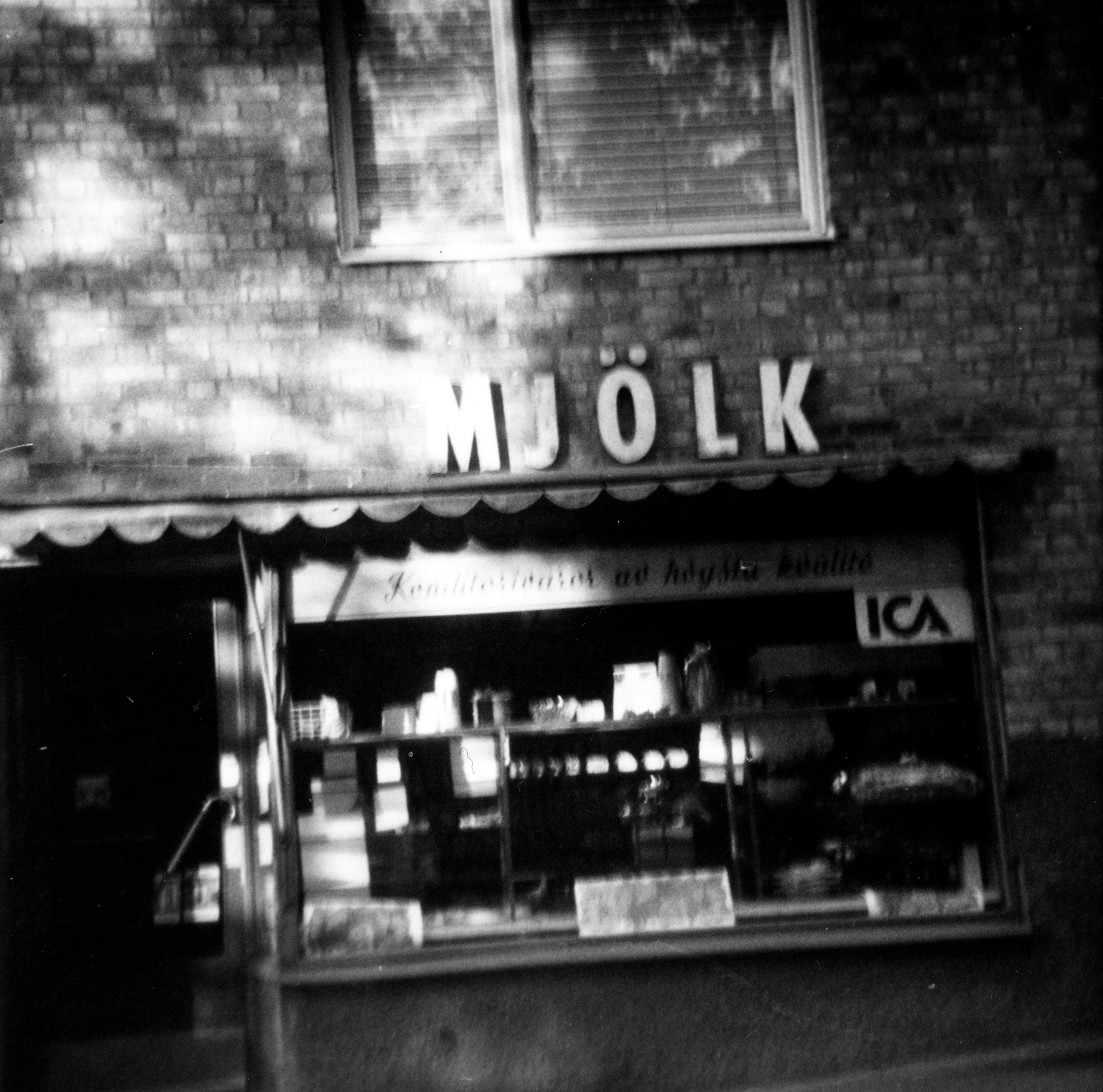
Mjölkaffär på Saléns gata 14-16. Foto från 1974.

#### Södra Guldheden

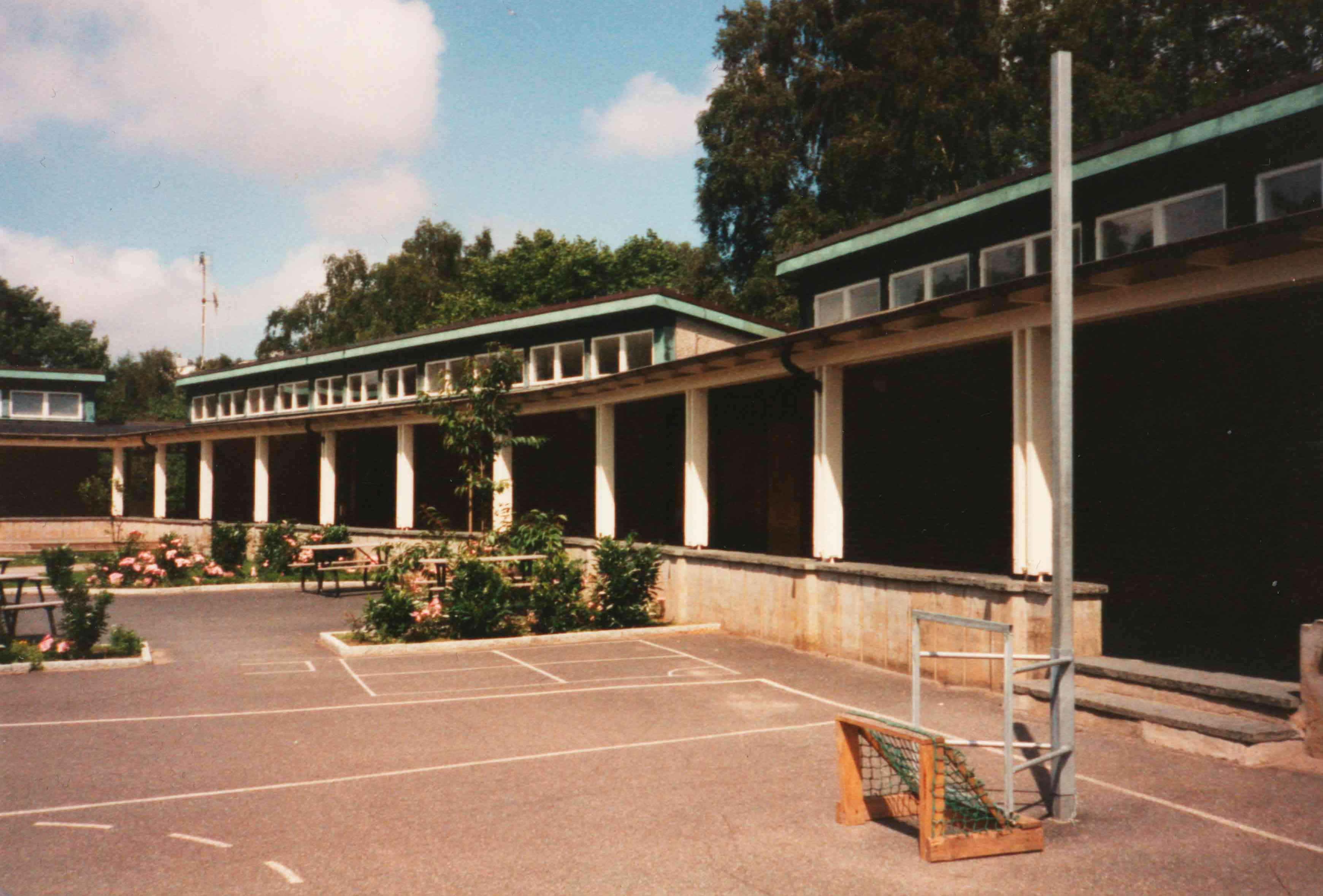
Mossebergsskolan, en lågstadieskola byggd 1958. Foto från 2002.

Då Södra Guldheden skulle bebyggas, beslöt stadsfullmäktige 1949 att gatunamnen där skulle karaktäriseras genom att titeln "doktor" eller "syster" sattes före ett personnamn. Efter "doktor" skulle stå ett efternamn och efter "syster" ett förnamn. Södra Guldheden har 26 gator och torg som alla fått namn efter läkare och sjuksköterskor, varav två kvinnliga läkare och fyra sjuksköterskor.
- Doktor Allards Gata, (1949). Stadsdelens längsta gata, som går mellan Wavrinskys Plats och Ehrenströmsgatan. Uppkallad efter läkaren Henrik Allard (1868-1941), som var invärtesläkare i Göteborg och betraktad som en stor auktoritet. Gatan har jämna nummer från 2 till 6.
- Doktor Belfrages Gata, (1949). Efter Fritz Belfrage (1841-1925), som var distriktsläkare i Göteborg 1870-1904 samt läkare vid Majornas sjukhus. Belfrage var ledamot av Göteborgs stadsfullmäktige 1891-1902 samt 1904-1917 av styrelsen för Göteborgs högskola. Gatan har jämna nummer från 2 till 26 och udda nummer från 5 till 5.
- Doktor Bex Gata, (1949). Föräldrarna till Abraham Bex († 1690) kom från Holland. Bex var Stadsfysikus (stadsläkare) i Göteborg från cirka 1685 till sin död. Gatan har jämna nummer från 2 till 4 och udda nummer från 3 till 15.

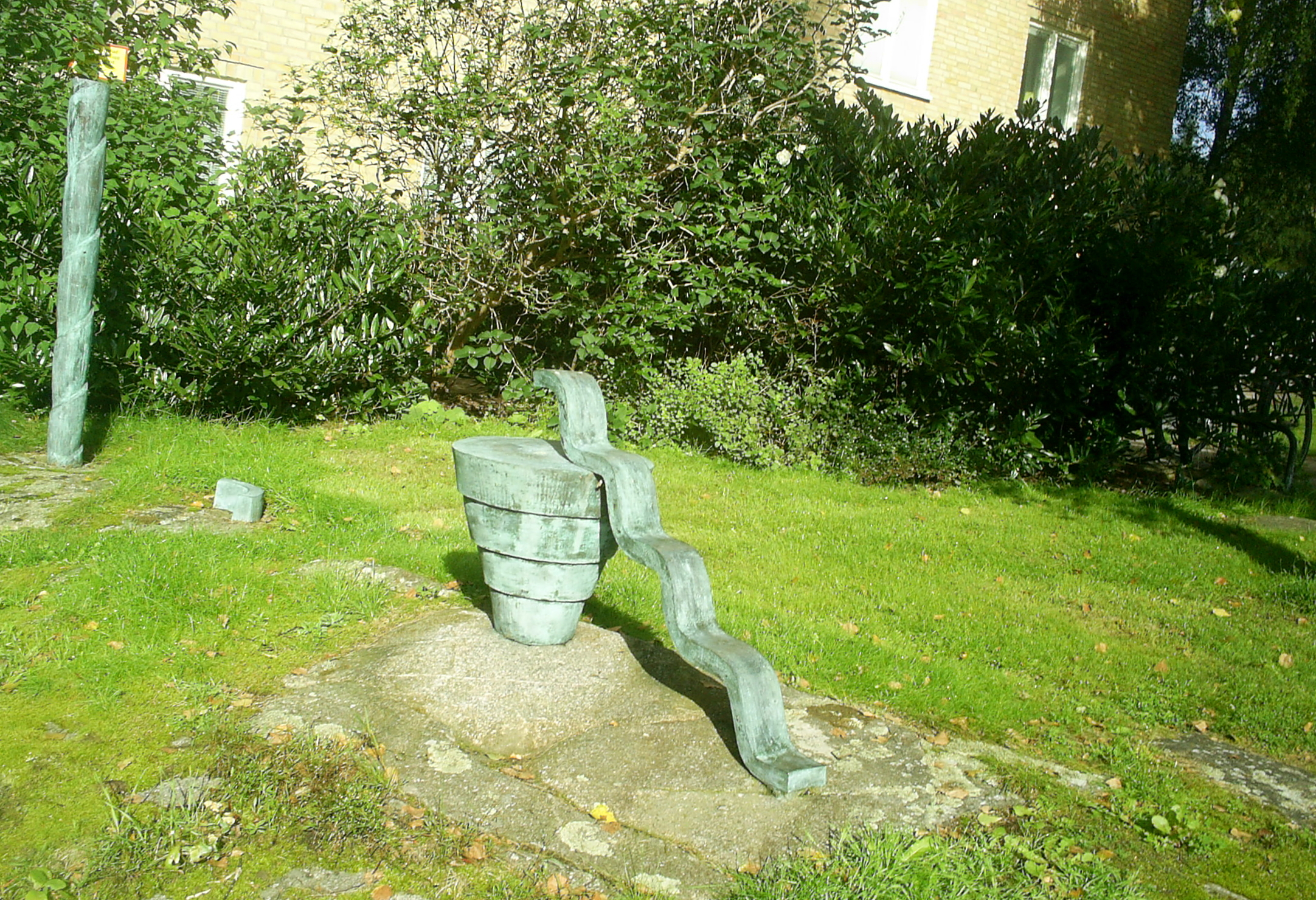
Källan av Åke Nordström, vid Doktor Billqvists gata i Guldheden

- Källan av Åke Nordström, vid Doktor Billqvists gata i GuldhedenDoktor Billqvists Gata, (1949). Uppkallad efter öron- näs och halsläkaren Tore Billqvist. Gatan har udda nummer från 1 till 3.
- Doktor Bondesons Gata, (1949). Uppkallad efter läkaren och författaren August Bondeson. Gatan har udda nummer från 1 till 1 och jämna nummer från 2 till 8.
- Doktor Forselius Backe, (1992). Uppkallad efter läkaren Olof Forselius. Backen har udda nummer från 1 till 21 och jämna nummer från 36 till 62.
- Doktor Forselius Gata, (1958). Uppkallad efter läkaren och kommunalpolitikern Olof Forselius. Gatan har jämna nummer från 2 till 36 och udda nummer från 15 till 15.
- Doktor Fries Torg, (1949). Uppkallat efter läkaren Robert Fries. Torget har udda nummer från 1 till 17 och jämna nummer från 2 till 10.
- Doktor Heymans Gata, (1949). Uppkallad efter läkaren Elias Heyman. Gatan har udda nummer från 1 till 9.
- Doktor Hjorts Gata, (1949). Uppkallad efter läkaren Gustaf Hjort[58]. Gatan har udda nummer från 1 till 1 och jämna nummer från 2 till 12.
- Doktor Hålens Gata, (1949). Uppkallad efter distriktsläkaren Robert Hålén (1866-1924). Han var ledamot av Göteborgs stadsfullmäktige 1913-16[58]. Gatan har udda nummer från 1 till 11.
- Doktor Lehmanns Gångväg, (1999). Uppkallad efter läkaren och kemisten Jörgen Lehmann.
- Doktor Liborius gata, (1949). Uppkallad efter kirurgen Johan August Liborius. Gatan har jämna nummer från 2 till 52 och udda nummer från 3 till 15.
- Doktor Lindhs Gata, (1958). Uppkallad efter kirurgen Alrik Lindh. Gatan har udda nummer från 1 till 3 och jämna nummer från 2 till 6.
- Doktor Saléns Gata, (1949). Uppkallad efter andre läkaren vid Sahlgrenska sjukhusets kirurgiska avdelning, Ernst Salén (1836–1894) samt ögonläkare vid sjukhuset till 1882. Han var ledamot av Göteborgs stadsfullmäktige 1875-1884[58]. Gatan har udda nummer från 1 till 19 och jämna nummer från 6 till 30.
- Doktor Spaaks Gångväg, (1992). Uppkallad efter minne av Ragnar Spaak[59].
- Doktor Sven Johanssons Backe, (1992). Uppkallad efter kirurgen professor Sven Johansson. Gatan har jämna nummer från 10 till 10.
- Doktor Sydows Gata, (1949). Uppkallad efter överläkaren vid Sahlgrenska sjukhusets medicinska avdelning, Frans Edvard von Sydow (1828-1914). Stadsläkare i Gävle i många år. Han var ledamot av Göteborgs stadsfullmäktige 1892-1908[60]. Gatan har udda nummer från 1 till 3 och jämna nummer från 2 till 54. Här uppfördes 1951-1952 landets längsta bostadshus med sina 350 meter, i tre brytningar. Det byggdes i tre våningar och innehöll 329 lägenheter på två rum och kök.[61]
- Doktor Weltzins Gata, (1949). Uppkallad efter överläkaren vid Sahlgrenska sjukhuset, Carl Fredrik Weltzin (1778-1828). Han var professor vid det blivande Karolinska institutet samt överfältläkare vid fälttågen i Tyskland och Norge[60]. Gatan har udda nummer från 1 till 1 och jämna nummer från 2 till 2.
- Doktor Westrings Gata, (1949). Uppkallad efter överläkaren vid Sahlgrenska sjukhuset, Pehr Christopher Westring (1789-1844)[60]. Gatan har udda nummer från 1 till 21 och jämna nummer från 2 till 36.
- Syster Ainas Gata, (1949). Uppkallad efter Aina Rietz (1885–1947). Hon var knuten till Göteborgs sjukvård 1921–1942[62].  Gatan har udda nummer från 1 till 5.
- Syster Bojans Backe, (1999). Uppkallad efter Ingeborg "Bojan" Kastman (1901-1995) som skapade Medicinhistoriska museet i Göteborg[63].
- Syster Emmas Gata, (1949). Uppkallad efter Emma Klingberg (1840-1919) som 1871-1900 var översköterska vid Sahlgrenska sjukhusets kirurgiska avdelning[62]. Gatan har udda nummer från 1 till 35.
- Syster Estrids Gata, (1949). Uppkallad efter sjuksköterskan Estrid Rodhe (1877-1911). Gatan har udda nummer från 1 till 13 och jämna nummer från 2 till 6.
- Doktor Wengbergs Gata, (2004). Uppkallad efter läkaren Hilma Wengberg, en av Göteborgs tio första kvinnliga läkare, som bland annat tjänstgjorde som skolläkare i 37 år[50]. Gatan har udda nummer från 1 till 37 och jämna nummer från 2 till 36.
- Doktor Wigardhs Gata, (2001). Uppkallad efter gynekologen Thora Wigardh, född Granström (1860-1933). Hon blev den första kvinnliga ledamoten av Göteborgs läkaresällskap 1898[50]. Gatan har jämna nummer från 2 till 2.

### Skolor
- Guldhedsskolan
- Mossebergsskolan
- Folkskoleseminariet för kvinnliga elever, invigt på hösten 1951 vid Guldhedsgatan, strax innan Wavrinskys Plats. Numera annan verksamhet.
- KV konstskola, Dr Saléns gata, grundad 1969.

### Kyrkor
- "Gamla" Guldhedskyrkan, invigd 28 oktober 1951, numera Kristi Uppståndelses estniskt ortodoxa kyrka.
- "Nya" Guldhedskyrkan, invigd 2 oktober 1966.[64]

## Kultur och idrott
- Guldhedens IK
- Mossens BK